# Javier Cid Martínez
Javier Cid Martínez (nacido como Francisco Javier Cid Martínez, en España) es un Maestro marcial español, profesor de Aikido. Actualmente es 7º Dan RFEJYDA, 6º Dan Taijutsu por Takemusu Aikido (Iwama Ryu), 5º Dan Bukiwaza (Mokuroku) por Takemusu Aikido (Iwama Ryu) y 6º Dan Aikikai de Tokio. 
Javier Cid Martínez es el director Técnico (Dojo-Cho) de Takemusu Aikido Asociación España y principal representante en España de Takemusu Aikido Kyokai Europa, del estilo Iwama. 
Su maestro directo es el Sensei Paolo Corallini Shihan (cofundador de ambas organizaciones).

## Reseña biográfica
Javier Cid Martínez es un profesor de Aikido. Actualmente tiene el 6º Dan en Aikido Iwama,  5º Dan aiki-ken y aiki-jo y 6º Dan Aikikai de Tokio. 
Javier empezó a entrenar desde muy joven en diversas artes marciales como Judo, Karate, Full Contact, Batto Jutsu y Aikido. Poco a poco fue centrándose en el estudio del Aikido, que se vio impulsado cuando conoció al Sensei Paolo Corallini Shihan, su actual maestro y persona de referencia.
En la actualidad, Javier Cid es el presidente de Takemusu Aikido Asociación España (Iwama Ryu España) y representante oficial para España de Takemusu Aikido Kyokai Europa y su sede principal se encuentra en Vigo (Pontevedra) en España. Pertenece al grupo FAMU en su correspondiente sección de Aikido. 
Ha formado a más de 100 cinturones negros y ha realizado más de 25 seminarios internacionales en su ciudad durante los últimos 28 años.

## Premios y reconocimientos
- Javier Cid está oficialmente cualificado para enseñar Takemusu Aikido, y él es el representante oficial de Takemusu Aikido en España (Reconocido por Paolo Corallini, Osimo, July 2012)[7]